# Rimas Tuminas
Rimas Tuminas (20 de enero de 1952 - 6 de marzo de 2024) fue un director de teatro lituano. Fue galardonado con el Premio Estatal de Rusia en 1999. Desde 2007 fue director artístico del teatro Vakhtangov de Moscú. Con Tuminas, el Teatro Vakhtangov ocupó una posición de liderazgo entre los teatros rusos. En 2011, el teatro fue reconocido como el teatro más visitado de Moscú.

## Biografía
De 1970 a 1974, Tuminas estudió en el Conservatorio de Lituania. En 1978 finalizó GITIS en Moscú (curso de dirección de Joseph Tumanov). Desde 1979 fue director del teatro dramático nacional de Lituania. En 1990 fundó el Pequeño Teatro de Vilnius .
Desde 2012 organizó el Festival Anual Vasara en Druskininkai. Entre sus producciones más conocidas se encuentran Eugene Onegin, Tío Vanya y Masquerade .
Desde 2014 padecía cáncer de pulmón. Tuminas murió en Gallipoli, Apulia, el 6 de marzo de 2024, a la edad de 72 años. 

## Premios
- Premio Estatal de la Federación de Rusia [4]
- Premio Máscara de Oro del Festival Ruso de Artes Escénicas a la dirección Eugene Onegin (2014) [5]
- Premio Internacional de Teatro Stanislavsky [6]
- Premio Cristal Turandot [7]
- Premio Uña de Oro [7]
- Orden de la Amistad (Rusia) [8]
- Premio de Arte Tsarskoselskaya [9]
- Orden al Mérito de la República de Polonia [10]